# تشريح حتى السهول

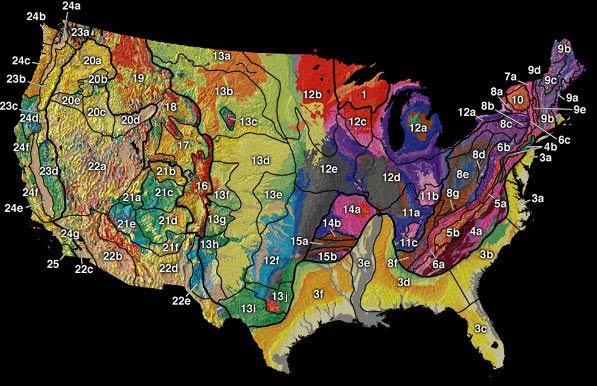
قارة الولايات المتحدة جغرافية المناطق. المنطقة 12e يحدد تشريح حتى السهول.

تشريح حتى السهول هي أجزاء جغرافية  من محافظة السهول الوسطى، التي هي بدورها جزء من السهول الداخلية الفيزيوغرافية  من الولايات المتحدة، وتعتبر من الحافة الغربية من حزام الذرة. و تقع في جنوب غرب ولاية ايوا ، وفي الشمال الشرقي كانساس، ثم الجنوبي الغربي ولاية مينيسوتا  و شمالاً ولاية ميسوري ، و شرقاً نبراسكا ، و آخيراً في الجنوب الشرقي ولاية ساوث داكوتا.